# Ljubomira Batschewa
Ljubomira Batschewa (bulgarisch Любомира Бачева; * 7. März 1975 in Sofia) ist eine ehemalige bulgarische Tennisspielerin.

## Karriere
Batschewa begann im Alter von fünf Jahren mit dem Tennissport. Auf der WTA Tour konnte sie in ihrer Karriere zwei Turniersiege im Doppel feiern.
Der erste Titelgewinn gelang ihr 2000 mit Cristina Torrens Valero in Budapest mit einem 6:0, 6:2-Endspielsieg über die Paarung Jelena Kostanić/Sandra Načuk. Im Jahr darauf war sie an der Seite von Åsa Carlsson erfolgreich, mit der sie im Finale von Casablanca María José Martínez Sánchez und María Emilia Salerni mit 6:3, 6:74 und 6:1 besiegte.
Außerdem gewann sie auf dem ITF Women’s Circuit je sieben Einzel- und Doppeltitel.
Für die bulgarische Fed-Cup-Mannschaft absolvierte sie von 1993 bis 1996 insgesamt sieben Partien mit einer eher bescheidenen Bilanz (Einzel 0:4, Doppel 1:2).

## Turniersiege

### Doppel
| Nr. | Datum          | Turnier    | Kategorie    | Belag | Partnerin               | Finalgegnerinnen                                 | Ergebnis       |
| --- | -------------- | ---------- | ------------ | ----- | ----------------------- | ------------------------------------------------ | -------------- |
| 1.  | 22. April 2000 | Budapest   | WTA Tier IVb | Sand  | Cristina Torrens Valero | Jelena Kostanić Sandra Načuk                     | 6:0, 6:2       |
| 2.  | 28. Juli 2001  | Casablanca | WTA Tier V   | Sand  | Åsa Carlsson            | María José Martínez Sánchez María Emilia Salerni | 6:3, 6:74, 6:1 |